# Eleccions a les Corts Valencianes de 2015
Les eleccions a les Corts Valencianes corresponents a la IX Legislatura del País Valencià de l'actual període democràtic, se celebraren el 24 de maig de 2015. Van ser convocades el 31 de març de 2015, després de publicar-se en el DOCV el Decret firmat el 30 de març de 2015 pel President de la Generalitat Valenciana Alberto Fabra, amb la deliberació prèvia del Consell de la Generalitat Valenciana.
D'acord amb les lleis, en les dites eleccions, organitzades per la Conselleria de Justicia, es triaran als representants de la ciutadania valenciana en les Corts Valencianes. D'acord amb l'Estatut d'Autonomia del 2006 i la Llei electoral valenciana la circumscripció electoral és la província, i cada una de les tres circumscripcions té assignat un mínim de vint diputats, més un número addicional variable en funció de la seua població, fins a arribar als 99 diputats que formen les Corts Valencianes. D'aquesta manera la circumscripció d'Alacant tria a 35 diputats, la de Castelló a 24 i la de València a altres 40.
Amb una participació del 71,14%, les eleccions van ser guanyades pel Partit Popular amb el 26,25% dels vots i 31 escons enfront del 20,30% dels vots i 23 escons del Partit Socialista del País Valencià i el 18,19% dels vots i 19 escons de Compromís. A més, altres dos candidatures van obtindre representació en la cambra, entrant per primera vegada Ciutadans i Podem, amb 13 escons cadascun. Pel que fa a Esquerra Unida del País Valencià, amb un 4,26% dels vots va quedar fora de Les Corts en no arribar al 5% dels vots necessaris.

## Sistema electoral
Les Corts Valencianes estan compostes per 99 diputats, triats cada quatre anys mitjançant el sistema D'Hondt. Els candidats es presenten en llistes tancades dels partits polítics, i el vot és directe i secret, podent votar tots els majors de 18 anys. Per a les eleccions el País Valencià es dividix en tres circumscripcions electorals, coincidint amb les tres províncies valencianes (Alacant, Castelló i València).
Segons la llei electoral del País Valencià, per l'atribució d'escons segons els resultats de l'escrutini es fa d'acord les regles següents: 
- Les candidatures que no hagen obtingut si més no el 5% dels vots emesos al País Valencià no es tenen en compte.
- Les xifres de vots obtinguts per les respectives candidatures s'ordenen de major a menor en una columna.
- El nombre de vots obtinguts per cada candidatura es divideix per 1, 2, 3, etc., fins a un nombre igual al d'escons corresponents a la circumscripció. Els escons s'atribueixen a les candidatures que obtinguen els quocients majors en el quadre, tot atenent un ordre decreixent.
- Quan en la relació de quocients, aplicant-hi si escau decimals, en coincidisquen dos corresponents a candidatures diferents, l'escó s'atribuirà a la que major nombre total de vots haja obtingut. Si hi hagués dues candidatures amb igual nombre total de vots, el primer empat es resoldrà per sorteig, i els successius, de forma alternativa.
- Els escons corresponents a cada candidatura s'adjudiquen als candidats que hi estiguen inclosos per l'ordre de col·locació en què hi apareguen.

## Situació a la legislatura anterior

Resultat de les eleccions de 2011:
PPCV (55).
PSPV (33).
Compromís (6).
EUPV (5).

El PPCV va guanyar les eleccions de maig de 2011 amb majoria absoluta, així el seu candidat Francisco Camps Ortiz fou investit President de la Generalitat a la sessió de les Corts Valencianes de 16 de juny de 2011 amb 55 vots a favor (del Grup Parlamentari Popular) i 43 vots contraris (dels grups parlamentaris Socialista, Compromís i Esquerra Unida). Francisco Camps va prendre possessió del càrrec el 21 de juny, per tercera vegada després d'haver guanyat també les eleccions de 2003 i 2007.
Francisco Camps va dimitir el 20 de juliol del mateix any quan les investigacions del Cas Gürtel en el qual estava implicat presumien de la seua aleshores presumpta activa participació en la trama corruptiva. La Junta Directiva Regional del PPCV va triar l'alcalde de Castelló Alberto Fabra Part com a successor de Camps a la presidència de la Generalitat i a la presidència del partit.
La sessió d'envestidura d'Alberto Fabra se celebrà el 26 de juliol de 2011 a les Corts Valencianes, obtenint-se els mateixos resultats que a la sessió d'envestidura de l'anterior president: 55 vots a favor contra 43 en contra.

## Candidatures

### Candidatures amb representació prèvia en les Corts Valencianes

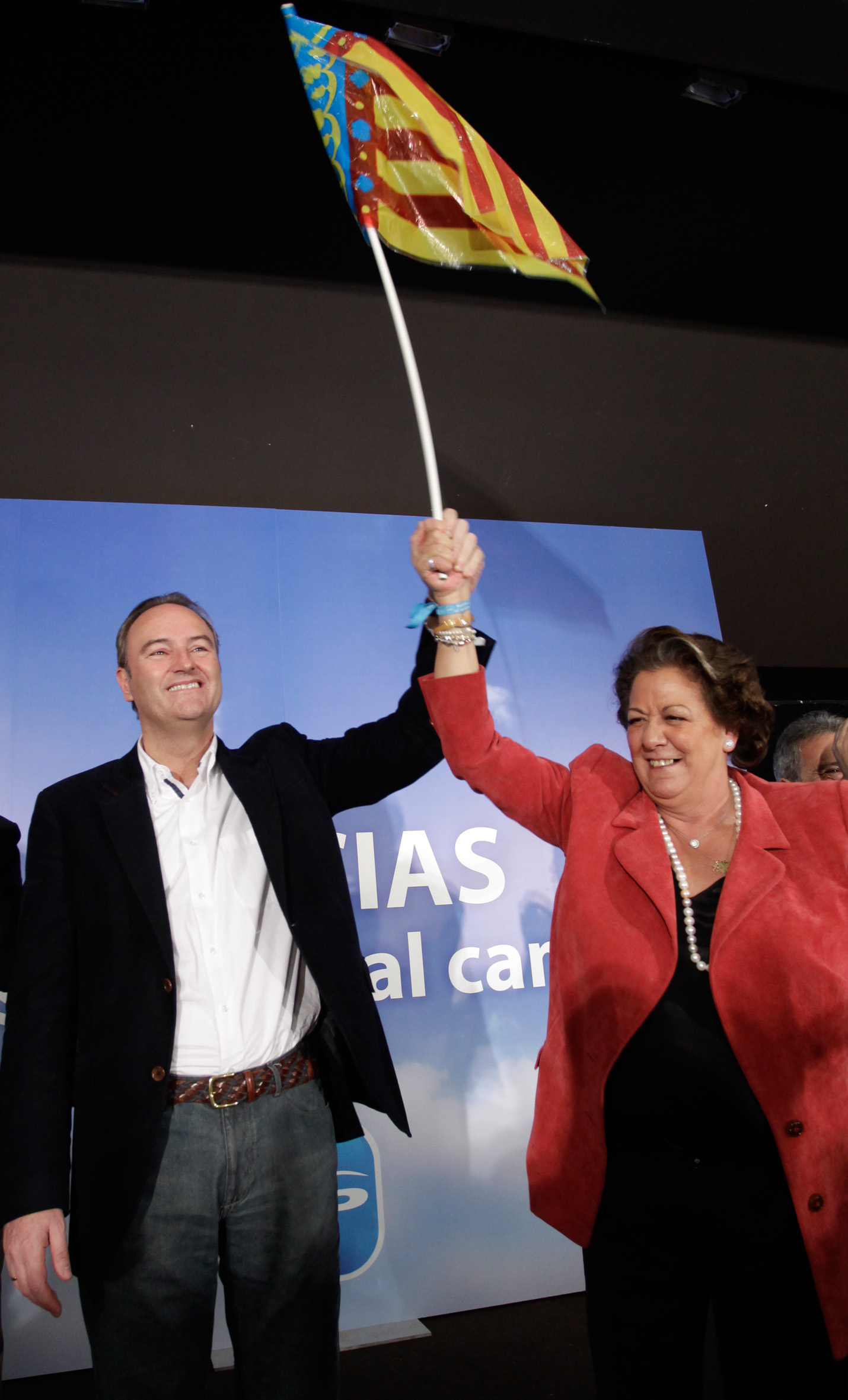
Alberto Fabra (esquerra) amb l'alcaldessa de València Rita Barberà.

#### Partit Popular de la Comunitat Valenciana
- Nom de la candidatura: Partit Popular.
- Integrants de la candidatura: Partit Popular de la Comunitat Valenciana (PPCV).
- Cap de llista a Alacant: José Císcar Bolufer.
- Cap de llista a Castelló: Isabel Bonig Trigueros.
- Cap de llista a València i candidat a la Presidència: Alberto Fabra Part.

Tot i que Fabra s'autoproclamà candidat a les eleccions a Presidència de les Corts temps enrere, el Partit Popular anuncià oficialment la seua candidatura el març de 2015. A causa dels roïns resultats recollits pel partit en les enquestes, diversos càrrecs del PP especulaven sobre possibles alternatives a l'actual president, com per exemple l'actual consellera de medi ambient Isabel Bonig, entre altres possibles candidats.

#### Partit Socialista del País Valencià
- Nom de la candidatura: Partit Socialista Obrer Espanyol.
- Integrants de la candidatura: Partit Socialista del País Valencià (PSPV-PSOE).
- Cap de llista a Alacant: Julián López Milla.[9]
- Cap de llista a Castelló i candidat a la Presidència: Joaquim Puig Ferrer.
- Cap de llista a València: María José Mira Veintimilla.

En el Comité Federal del PSOE del 18 de gener del 2014 es va arribar a un acord en relació amb el procés d'elecció del candidat a la Presidència de la Generalitat Valenciana que autoritzava el PSPV a organitzar unes primàries obertes a la societat per a l'elecció del candidat. D'aquesta manera, el 9 de març de 2014 el PSPV va celebrar les primàries obertes per a decidir el candidat a la presidència de la Generalitat, en les que van concórrer dos candidats, Ximo Puig i Toni Gaspar, eixint vencedor el primer, gràcies al suport del 68,9% dels electors.
Puig anuncià que encapçalaria la llista a la circumscripció de Castelló, d'on és originari, trencant així la tradició que fa coincidir el cap de llista per la circumscripció de València amb el candidat a la presidència de la Generalitat. També anuncià el fitxatge de la independent María José Mira per encapçalar la llista per València.

#### Coalició Compromís
- Nom de la candidatura: Coalició Compromís.
- Integrants de la candidatura: Bloc Nacionalista Valencià (BLOC), Iniciativa del Poble Valencià (IdPV), Verds Equo del País Valencià (V-EQUO) i Gent de Compromís (GdC).
- Cap de llista a Alacant: Mireia Mollà i Herrera (IdPV)[11][12]
- Cap de llista a Castelló: Vicent Marzà i Ibàñez (BLOC)[12]
- Cap de llista a València i candidat a la Presidència: Mónica Oltra.

L'11 de juliol de 2014 Mónica Oltra va anunciar que es presenta a encapçalar la candidatura de la formació a la Generalitat en les eleccions de 2015 i va demanar unes primàries obertes per a triar la totalitat de llistes de la coalició. Junt amb açò, al setembre, Enric Morera va obrir la porta a què la coalició parlara amb altres partits, com Podem, per a formar una candidatura conjunta de cara a les eleccions a les Corts Valencianes, a la qual cosa Mónica Oltra es va mostrar favorable.
Després de mesos de negociacions, el 13 de novembre Compromís va acabar de dissenyar les primàries per a triar els seus candidats a les eleccions valencianes de maig de 2015, consistint de votacions separades per a la candidata a la presidència, del cap de cartell en cada circumscripció i el número 2 de la llista de València, i una tercera votació per a la resta d'integrants de la llista, amb entre una i tres posicions reservades com a quotes de pluralitat. Encara que en un primer moment el BLOC no va avalar el reglament de primàries, finalment el reglament va ser aprovat pel 95,7% dels vots del Consell General de la Coalició. Una vegada finalitzat el termini de presentació de candidatures, i arreplegats els avals necessaris, Mónica Oltra va ser designada candidata de la coalició a presidir la Generalitat, ja que no es va presentar ningú per competir.
El dia 31 de febrer van acabar les primàries de Compromís a les Corts i també a l'alcaldia. Van sortir guanyadors Mireia Mollà i Herrera, d'Iniciativa del Poble Valencià, per Alacant; i Vicent Marzà i Ibàñez, del BLOC, per Castelló.

#### Acord Ciutadà
- Nom de la candidatura: Acord Ciutadà.
- Integrants de la candidatura: Esquerra Unida del País Valencià (EUPV), Els Verds del País Valencià (EVPV), Esquerra Republicana del País Valencià (ERPV) i Alternativa Socialista (AS).
- Cap de llista a Alacant: Esther López Barceló.[13]
- Cap de llista a Castelló: Jesús Monleón.[14][13]
- Cap de llista a València i candidat a la Presidència: Ignacio Blanco Giner.[13]

El Consell Polític Nacional d'EUPV va aprovar el 12 de juliol de 2014 per 65 vots a favor, 17 en contra i 16 abstencions l'acord que possibilita la celebració d'unes primàries que triaren al candidat a la Presidència de la Generalitat mitjançant un sistema obert a tota la ciutadania d'esquerres, i de les llistes electorals per mitjà d'un procés obert a tota la militància, i el 13 de setembre va aprovar que aquestes se celebraren el 8 de novembre. El primer militant, que es va postular a les primàries per a ser el candidat de la formació per a la presidència de la Generalitat va ser Ignacio Blanco, qui no comptava amb el suport de la direcció del PCPV. Després es va presentar com a candidata la coordinadora i portaveu parlamentària d'EUPV Marga Sanz. El 8 de novembre va eixir vencedor de les primàries Ignacio Blanco, qui va obtindre un 53,14% dels vots, enfront del 43,8% del seu rival, Marga Sanz. En les primàries de cap de llista en les circumscripcions d'Alacant i Castelló van vèncer Esther López Barceló i Jesús Monleón, respectivament.

### Candidatures sense representació prèvia en les Corts Valencianes però sí en altres parlaments

#### Podem
- Nom de la candidatura: Podem.
- Integrants de la candidatura: Podem País Valencià (PodemPV).
- Cap de llista a Alacant: Llum Quiñonero Hernández.[15]
- Cap de llista a Castelló: César Jiménez Doménech.[15]
- Cap de llista a València i candidat a la Presidència: Antonio Montiel Márquez.[15]

Escàs mig any abans de les eleccions europees aquesta formació encara no tenia una estructura definida al País Valencià, ja que es va crear a nivell nacional. El partit va sorgir a les eleccions com el partit revelació, ja que va obtindre 5 eurodiputats. Tot i que en un principi no se sabia si es presentaria a les eleccions autonòmiques i municipals, finalment van declarar que es presentarien únicament a les eleccions autonòmiques. En les primàries el dia 13 de febrer va eixir elegit el candidat i professor de la Universitat de València Antonio Montiel, amb un 55,5% dels vots totals.

#### Ciutadans-Partit de la Ciutadania
- Nom de la candidatura: Ciutadans-Partit de la Ciutadania.
- Integrants de la candidatura: Ciutadans-Partit de la Ciutadania.
- Cap de llista a Alacant: Emigdio Tormo Moratalla.[17]
- Cap de llista a Castelló: Mercedes Ventura Campos.
- Cap de llista a València i candidat a la Presidència: Carolina Punset.[18]

A final de l'any 2014 el partit estava dirigit al País Valencià per una gestora que es plantejava concórrer a les eleccions valencianes de 2015, la qual cosa es va confirmar l'1 de novembre de 2014 quan el Consell General de la formació va aprovar-ho formalment. Ciutadans, UPyD i Vox es van posar en contacte per analitzar la creació d'un front comú al País Valencià, encara que finalment no van arribar a cap acord.
L'única candidata que es va presentar al procés de primàries va ser Carolina Punset, filla d'Eduard Punset (polític, escriptor, economista i divulgador científic català) i qui es va presentar en el lloc número tres de les llistes del partit per a les eleccions al Parlament Europeu de 2014.

#### Unió, Progrés i Democràcia
- Nom de la candidatura: Unió, Progrés i Democràcia.
- Integrants de la candidatura: Unió, Progrés i Democràcia (UPyD).
- Cap de llista a Alacant: David Devesa.
- Cap de llista a Castelló: Juan Emilio Adrián Serrano.
- Cap de llista a València i candidat a la Presidència: Alicia Andújar.

El 13 de setembre de 2014 Toni Cantó va anunciar que es presentava a encapçalar la candidatura de la formació a la Generalitat en les eleccions de 2015, per a liderar «una tercera via» contra «la corrupció» que assolava la Comunitat, candidatura que es va oficialitzar l'11 d'octubre de 2014. A les primàries també van presentar-se altres dos candidats, Ernesto Santillán i José Vera, encara que el 17 d'octubre es va retirar del procés José Vera. Finalment, el 18 d'octubre es van celebrar les primàries obertes de la formació, de les quals va eixir com a candidat a la presidència de la Generalitat Toni Cantó per un 73,2% dels vots. Posteriorment UPyD, Vox i Ciutadans es van posar en contacte per a analitzar la creació un front comú al País Valencià, encara que finalment no van arribar a cap acord.
A la fi del mes de març, tot i que semblava que les llistes estaven tancades, després de la deblacle del partit a les Eleccions al Parlament d'Andalusia de 2015, va sorgir un corrent dins del partit que exigia la dimissió de Rosa Díez i l'acostament a Ciutadans, però davant la negativa de la direcció a complir amb aquestes exigències es va rumorejar l'abandonament del partit de part dels seus militants, destacant entre els possibles desencantats amb el projecte d'UPyD a Toni Cantó, qui va anunciar el 7 d'abril que finalment no seria el candidat d'UPyD, i que deixava la seva acta de diputat al Congrés dels Diputats. Després de la renúncia de Cantó, el partit va començar a buscar un nou candidat, de manera que l'endemà de la renúncia el partit proposar a Alicia Andújar com a nova candidata a la presidència de la Generalitat.

### Resta de candidatures
Les candidatures dels partits polítics i coalicions sense representació en les Corts Valencianes i altres parlaments que es van inscriure a la Junta Electoral del País Valencià per presentar-se a les eleccions van ser:
| Candidatures | Caps de llista                      | Caps de llista                | Caps de llista                     | Més informació |
| Candidatures | Província d'Alacant                 | Província de Castelló         | Província de València              | Més informació |
| Coalició Junts (Junts) Esquerra Nacionalista Valenciana (ENV) República Valenciana-Partit Valencianista Europeu (RV-PVE) Els Verdes Ecopacifistes (LV-E) | Alejandro José Escribano Sanmartín. | Francesc Aguilar Domenjó      | Carles Muñoz Soria                 | Veure més      |
| Els Verds - L'Alternativa Ecologista (EV-AE) |                                     | Maria Goretti Copoboru Tokule |                                    | Veure més      |
| Escons en Blanc (EB) |                                     |                               | Vicente Manuel Mañó Raga           | Veure més      |
| Espanya 2000 (E-2000) | Julián Moreno Fernández             | José Antonio Ocio Albiñana    | Ana María Martín Martín            | Veure més      |
| Ciutadans de Centre Democràtic (CCD) |                                     | Isabel Folch Altur            |                                    | Veure més      |
| Coalició Avant (AVANT) Accio Nacionalista Valenciana (ACNV) Renovacio Politica (RePo) Unio                                                               |                                     |                               | Benjamin María Lafarga Vázquez     | Veure més      |
| Esperança Ciutadana (Es.C.) Esperança Ciutadana (Es.C.) Demòcrates per Alacant (DxA) Iniciativa Independent d'Alacant (IIA)                              | Carlos Pascual Ruíz                 |                               |                                    | Veure més      |
| Falange Espanyola de les JONS (FE-JONS) | Antonio Lucas Santos                | Víctor Fernández Bel          | Alejo Herrero González de Cárdenas | Veure més      |
| Foro Demócrata (FDEE) | José Javier Candela Martínez        | Luis Cortes Ortega            | José Carlos Pérez Martí            | Veure més      |
| Guanyem País Valencià (Ganemos) | Núria Oliva Biancani                | María Dolores García Cámara   | Rosa María Torregrosa Román        | Veure més      |
| La Coalición Nacional (LCN) Democràcia Nacional (DN) L'Espanya en Marxa (LEM)                                                                            | Ramón Mira Hernández                | Juan Sales Ortí               | Luis Tomás Zapater Espí            | Veure més      |
| Moviment Social Republicà (MSR) |                                     |                               | Felipe Antonio Navarro Tamarit     | Veure més      |
| [[Partit Animalista Contra el Maltractament Animal]] (PACMA)                                                                                             | Susana Lucas Ballesteros            | Judith Aranzazu Escuder Cano  | Ana María Espinosa Belenguer       | Veure més      |
| Partit Comunista dels Pobles d'Espanya (PCPE) | Felip Vicedo Román                  | Kevin Álvarez Cuesta          | Edgar Rubio Rodilla                | Veure més      |
| Partido Libertario (P-LIB) | Yolanda Rández García               |                               | José Luis Montesinos Ramón         | Veure més      |
| Poble Democràtic Podem (Poble) |                                     |                               | Agustí Zacarés Romaguera           | Veure més      |
| Recortes Zero | Borja Mansilla Álvarez              | Juan José Martín Matilla      | Sonia Ferrando Company             | Veure més      |
| Som Valencians (SomVal) |                                     | Atila Martín García           | Jaime Vicente Hurtado Perea        | Veure més      |
| Units per València (UxV) |                                     |                               | Paloma Coiduras Sánchez            | Veure més      |
| VOX | Ricardo Diez de Ulzurrun López      | María de los Llanos Massó     | Miguel Boronat Roda                | Veure més      |
| Font: Diari Oficial de la Generalitat Valenciana |                                     |                               |                                    |                |

## Campanya electoral

### Lemes de campanya
Els eslògans de campanya utilitzats pels partits polítics van ser els següents:
- Partit Popular de la Comunitat Valenciana: 
  - Encara queda molt per fer.[66]
  - Treballar. Fer. Creixer.[67]
- Partit Socialista del País Valencià: 
  - Ho arreglarem.[68]
- Coalició Compromís: 
  - Torna a somriure.[69]
  - Amb valentia.[70]
  - Mónica Oltra, la teua presidenta.[70]
- Acord Ciutadà: 
  - És temps d'esquerres.[71]
- Podem: 
  - És ara, Podem.[72]
- Ciutadans-Partit de la Ciutadania:
  - El canvi.
  - La Comunitat Valenciana demana canvi.
- Unió, Progrés i Democràcia: 
  - Si tu vols, la Comunitat canvia.[73]
  - Lliures.[74]
- Junts:
  - Junts per un nou país. Comptem amb tu.[75]
- Avant: 
  - Tots els interessos valencians, la nostra màxima prioritat.
- Units per València:
  - Pega-li la volta![76]
- Esperança Ciutadana:
  - Junts per Alacant. Amb tu.[77]
- Vox:
  - Votar per por? Votar a la indefinició? L'útil és votar a qui defensa els teus valors.
  - En consciència, Vox.

### Vídeos electorals
- Spot de Compromís
- Spot d'Esquerra Unida/Acord Ciutadà

### Debats electorals
Una de les peculiaritats d'aquestes eleccions respecte a les anteriors és que el País Valencià no compta amb una televisió pública autonòmica, ja que l'any 2013 el president Alberto Fabra va tancar Radiotelevisió Valenciana, televisió on es realitzaven tots els debats electorals autonòmics.

## Enquestes
| Sondeig                            | Sondeig     |        |            |             |             |             |       |       | Altres | En blanc |
| ---------------------------------- | ----------- | ------ | ---------- | ----------- | ----------- | ----------- | ----- | ----- | ------ | -------- |
| El País, octubre 2012              | Percentatge | 34,2%  | 19,9%      | 13,6%       | 11,5%       | 7,1%        | -     | -     | -      | -        |
| El País, octubre 2012              | Escons      | 42     | 25         | 13          | 13          | 6           | -     | -     | -      | -        |
| PSPV-PSOE, març 2013               | Percentatge | 46,6%  | 19,2%      | 12,8%       | 10,1%       | 6,6%        | -     | -     | -      | -        |
| PSPV-PSOE, març 2013               | Escons      | 50-51  | 20-21      | 13          | 10          | 5           | -     | -     | -      | -        |
| Generalitat Valenciana, abril 2013 | Percentatge | 30%    | 25%        | 12-15%      | 15%         | 7-8%        | -     | -     | -      | -        |
| Compromís, abril 2013              | Percentatge | 37,35% | 22,88%     | 14,76%      | 10,80%      | 6,93%       | -     | -     | -      | -        |
| Compromís, abril 2013              | Escons      | 37-39  | 22-24      | 13-15       | 12-14       | 7-9         | -     | -     | -      | -        |
| El País, octubre 2013              | Percentatge | 33,9%  | 23,6%      | 13,3%       | 11,7%       | 6,9%        | -     | -     | 6,4%   | 4,2%     |
| El País, octubre 2013              | Escons      | 41     | 27         | 13          | 13          | 5           | -     | -     | -      | -        |
| Eldiario.es, novembre 2013         | Escons      | 40     | 28         | 13          | 11          | 7           | -     | -     | -      | -        |
| PSPV-PSOE, gener 2014              | Percentatge | 27-29% | 22,3-24,7% | 12,5-13,5%  | 10,4-11,1%  | 5,3-8,1%    | -     | -     | -      | -        |
| PSPV-PSOE, gener 2014              | Escons      | 34-36  | 29-31      | 14-16       | 11          | 7           | -     | -     | -      | -        |
| Partit Popular, març 2014          | Escons      | 30-32  | 28-29      | 14-16       | 12-13       | 10-11       | -     | -     | -      | -        |
| Radio Valencia, març 2014          | Percentatge | 29,7%  | 21,1%      | 15,0%       | 12,2%       | 13,3%       | -     | -     | -      | -        |
| PSPV-PSOE, abril 2014              | Percentatge | 29,8%  | 27,4%      | 14,6%       | 10,2%       | 5,4%        | -     | -     | -      | 5,8%     |
| PSPV-PSOE, abril 2014              | Escons      | 32-34  | 33-35      | 16-17       | 10-11       | 4-5         | -     | -     | -      | -        |
| Partit Popular, agost 2014         | Percentatge | ±30%   | ±20%       | sense dades | sense dades | ±10%        | ±20%  | -     | -      | -        |
| El País, octubre 2014              | Percentatge | 29,9%  | 25,8%      | 13,0%       | 8,4%        | 3,0%        | 15,3% | -     | 4,6%   | 4,6%     |
| El País, octubre 2014              | Escons      | 32     | 29         | 14          | 7           | -           | 17    | -     | -      | -        |
| Partido Popular, octubre 2014      | Percentatge | 36,4%  | 20%        | 10,8%       | 6,2%        | -           | 16,3% | -     | -      | -        |
| Partido Popular, octubre 2014      | Escons      | 41-43  | 22-23      | 10          | 5-6         | -           | 18-20 | -     | -      | -        |
| Valenciaplaza, novembre 2014       | Percentatge | 28,2%  | 19,4%      | 8,8%        | 5,1%        | 5,9%        | 17,6% | -     | 8,1%   | 7,0%     |
| Partit Popular, gener 2015         | Escons      | 42     | 20         | 8-11        | 0           | 0           | 20    | 5-7   | -      | -        |
| PSPV-PSOE, març 2015               | Percentatge | 27,3%  | 23%        | 12,3%       | 4,8%        | 2,2%        | 11,7% | 11,2% | 7,1%   | 7,1%     |
| PSPV-PSOE, març 2015               | Escons      | 34     | 26-28      | 13          | 0           | 0           | 12    | 12-14 | -      | -        |
| Las Provincias, març 2015          | Percentatge | 30,6%  | 19,4%      | 10,2%       | 5,2%        | 3,9%        | 14,3% | 12,9% | 3,5%   | 3,5%     |
| Las Provincias, març 2015          | Escons      | 33-36  | 21-22      | 9-10        | 4           | 0           | 15-16 | 14    |        |          |
| El País, abril 2015                | Percentatge | 24,5%  | 21,0%      | 10,9%       | 5,9%        | sense dades | 16,9% | 17,7% |        |          |
| El País, abril 2015                | Escons      | 28     | 23         | 9           | 5           | 0           | 17    | 17    | -      | -        |

## Jornada electoral

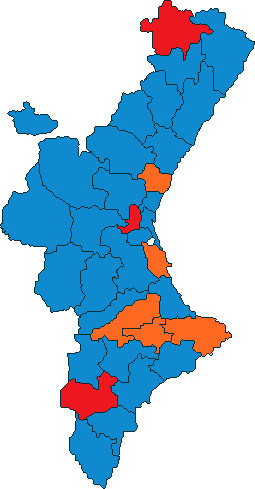
Mapa de resultats per comarques, amb la força més votada.
PPCV (27).
Compromís (5).
PSPV (3).

Al llarg de la jornada es van donar a conéixer les dades de participació en les eleccions en dues ocasions, així com la participació final.
| Participació (%) |        |        |        |
| Hora             | 2015   | 2011   | +/-    |
| 14:00            | 42,33% | 42,76% | -0,43  |
| 18:00            | 56,55% | 55,71% | +0,84% |
| 20:00            | 71,14% | 70,20% | +0,94% |

De les candidatures presentades, 5 van obtindre representació. La llista més votada va ser la del Partit Popular amb el Partit Socialista del País Valencià en segona posició. En aquestes eleccions han entrat dos nous partits (Ciudadanos i Podemos), mentre que PP, PSPV i EU han disminuït el nombre de diputats i Compromís l'ha augmentat.

## Resultat de les eleccions
| 71'14% | ' |

| 71'14% | ' |

| 28'66% | ' |

| 28'66% | ' |

| 26'99% | ' |

| 26'99% | ' |

| 20'87% | ' |

| 20'87% | ' |

| 18'70% | ' |

| 18'70% | ' |

| 12'66% | ' |

| 12'66% | ' |

| 11'55% | ' |

| 11'55% | ' |

| 4'38% | ' |

| 4'38% | ' |

| 1'18% | ' |

| 1'18% | ' |

| ' | 0'81% |

| ' | 0'81% |

| ' | 0'75% |

| ' | 0'75% |

| ' | 0'42% |

| ' | 0'42% |

| ' | 0'31% |

| ' | 0'31% |

| ' | 0'28% |

| ' | 0'28% |

| ' | 0'15% |

| ' | 0'15% |

| ' | 0'12% |

| ' | 0'12% |

| ' | 0'12% |

| ' | 0'12% |

| ' | 0'10% |

| ' | 0'10% |

| ' | 0'09% |

| ' | 0'09% |

| ' | 0'07% |

| ' | 0'07% |

| ' | 0'06% |

| ' | 0'06% |

| ' | 0'06% |

| ' | 0'06% |

| ' | 0'05% |

| ' | 0'05% |

| ' | 0'05% |

| ' | 0'05% |

| ' | 0'05% |

| ' | 0'05% |

| ' | 0'05% |

| ' | 0'05% |

| ' | 0'05% |

| ' | 0'05% |

| ' | 0'04% |

| ' | 0'04% |

| ' | 0'02% |

| ' | 0'02% |

| 97'24% | ' |

| 97'24% | ' |

| 1'36% | ' |

| 1'36% | ' |

| 98'60% | ' |

| 98'60% | ' |

| 1'40% | ' |

| 1'40% | ' |

### Resultats per províncies
| Província |       |       |       |       |       |      |      |      | Dif.  | Part. |
| --------- | ----- | ----- | ----- | ----- | ----- | ---- | ---- | ---- | ----- | ----- |
| Alacant   | 28,19 | 23,03 | 12,70 | 14,39 | 12,35 | 4,42 | 1,50 | 0,92 | -5,16 | 67,49 |
| Castelló  | 30,00 | 24,34 | 14,50 | 11,22 | 11,70 | 3,21 | 0,79 | 0,58 | 5,66  | 72,30 |
| València  | 25,63 | 18,85 | 23,17 | 11,94 | 11,05 | 4,61 | 1,07 | 0,79 | 2,46  | 73,30 |
| Total CV  | 26.99 | 20.87 | 18.70 | 12.66 | 11.55 | 4.38 | 1.18 | 0.81 | 6,12  | 71.14 |

| Província |    |    |    |    |    |   |   |   | Total |
| --------- | -- | -- | -- | -- | -- | - | - | - | ----- |
| Alacant   | 11 | 9  | 5  | 5  | 5  | 0 | 0 | 0 | 35    |
| Castelló  | 8  | 6  | 4  | 3  | 3  | 0 | 0 | 0 | 24    |
| València  | 12 | 8  | 10 | 5  | 5  | 0 | 0 | 0 | 40    |
| Total CV  | 31 | 23 | 19 | 13 | 13 | 0 | 0 | 0 | 99    |

#### Província d'Alacant
| 67'49% | ' |

| 67'49% | ' |

| 32'51% | ' |

| 32'51% | ' |

| ' | ' |

| ' | ' |

| ' | ' |

| ' | ' |

| ' | ' |

| ' | ' |

| ' | ' |

| ' | ' |

| ' | ' |

| ' | ' |

| ' | ' |

| ' | ' |

| ' | ' |

| ' | ' |

| ' | ' |

| ' | ' |

| ' | ' |

| ' | ' |

| ' | ' |

| ' | ' |

| ' | ' |

| ' | ' |

| ' | ' |

| ' | ' |

| ' | ' |

| ' | ' |

| ' | ' |

| ' | ' |

| ' | ' |

| ' | ' |

| ' | ' |

| ' | ' |

| ' | ' |

| ' | ' |

| ' | ' |

| ' | ' |

| ' | ' |

| ' | ' |

| 96'95 | ' |

| 96'95 | ' |

| 1'52% | ' |

| 1'52% | ' |

| 98'47% | ' |

| 98'47% | ' |

| 1'52% | ' |

| 1'52% | ' |

#### Província de Castelló
| 72'3% | ' |

| 72'3% | ' |

| 26'7% | ' |

| 26'7% | ' |

| ' | ' |

| ' | ' |

| ' | ' |

| ' | ' |

| ' | ' |

| ' | ' |

| ' | ' |

| ' | ' |

| ' | ' |

| ' | ' |

| ' | ' |

| ' | ' |

| ' | ' |

| ' | ' |

| ' | ' |

| ' | ' |

| ' | ' |

| ' | ' |

| ' | ' |

| ' | ' |

| ' | ' |

| ' | ' |

| ' | ' |

| ' | ' |

| ' | ' |

| ' | ' |

| ' | ' |

| ' | ' |

| ' | ' |

| ' | ' |

| ' | ' |

| ' | ' |

| ' | ' |

| ' | ' |

| ' | ' |

| ' | ' |

| ' | ' |

| ' | ' |

| ' | ' |

| ' | ' |

| 96'97% | ' |

| 96'97% | ' |

| 1'45% | ' |

| 1'45% | ' |

| 98'42% | ' |

| 98'42% | ' |

| 1'58% | ' |

| 1'58% | ' |

#### Província de València
| 73'3% | ' |

| 73'3% | ' |

| 26'7% | ' |

| 26'7% | ' |

| ' | ' |

| ' | ' |

| ' | ' |

| ' | ' |

| ' | ' |

| ' | ' |

| ' | ' |

| ' | ' |

| ' | ' |

| ' | ' |

| ' | ' |

| ' | ' |

| ' | ' |

| ' | ' |

| ' | ' |

| ' | ' |

| ' | ' |

| ' | ' |

| ' | ' |

| ' | ' |

| ' | ' |

| ' | ' |

| ' | ' |

| ' | ' |

| ' | ' |

| ' | ' |

| ' | ' |

| ' | ' |

| ' | ' |

| ' | ' |

| ' | ' |

| ' | ' |

| ' | ' |

| ' | ' |

| ' | ' |

| ' | ' |

| ' | ' |

| ' | ' |

| ' | ' |

| ' | ' |

| ' | ' |

| ' | ' |

| ' | ' |

| ' | ' |

| ' | ' |

| ' | ' |

| ' | ' |

| ' | ' |

| 98'7% | ' |

| 98'7% | ' |

| 1'3% | ' |

| 1'3% | ' |

| 98'7% | ' |

| 98'7% | ' |

| 1'29% | ' |

| 1'29% | ' |

## Diputats electes
Després d'aquests resultats, les Juntes Electorals del País Valencià van proclamar com a diputats de les Corts Valencianes per a la legislatura 2015-2019 els següents candidats:
| ← Eleccions a les Corts Valencianes de 2015 → Diputats electes | | | |
| Partit polític                                                 | Província d'Alacant | Província de Castelló | Província de València |
| Partido Popular (31 diputats)                                  | - José Ciscar Bolufer - Eva Ortiz Vilella - José Juan Zaplana López - César Sánchez Pérez (cessa l'agost de 2015) Fernando Pastor Llorens - Elisa Díaz González - Manuel Pérez Fenoll - María Remedios Yáñez Motos - José Salas Maldonado - María Teresa Parra Almiñana - Antoni Joan Bertomeu Vallés - Juan de Dios Navarro Caballero | - Isabel Plácida Bonig Trigueros - Alejandro Font de Mora Turón - Vicente Casanova Claramonte - Máximo Buch Torralva - Beatriz Gascó Enríquez - Rubén Ibáñez Bordonau - Miguel Ángel Mulet Taló - Marta Gallén Peris | - Alberto Fabra Part (cessa l'agost de 2015) Blanca Garrigues Francés - Rita Barberá Nolla (cessa l'agost de 2015) Juan Carlos Caballero Montañés - Juan Carlos Moragues Ferrer (cessa el juliol de 2015) Miquel Domínguez Pérez - María José Catalá Verdet - Jorge Bellver Casaña - María José Ferrer San Segundo - Manuel Llombart Fuertes (cessa l'agost de 2015) Víctor Soler Beneyto - Alfredo Cesáreo Castelló Sáez - Verónica Marcos Puig - Vicente Betoret Coll - Luis Santamaría Ruiz - María Bernal Talavera |
| PSPV-PSOE (23 diputats)                                        | - Julián López Milla (cessa juliol de 2015) Concha Andrés Sanchís - Noelia Hernández Sánchez - David Cerdán Pastor - Antonio Torres Salvador (cessa juliol de 2015) Rosa de Falastín Mustafá Ávila - Ana Barceló Chico - Manuel Pineda Cuenca - Sandra Martín Pérez - Vicente Arques Cortés - Toñi Serna Serrano                       | - Joaquim Puig Ferrer - Eva Alcón Soler - Francesc Colomer Sánchez(cessa juliol de 2015) Juan Ignacio Subías Ruiz de Villa - Clara Tirado Museros - Enrique Vidal Pérez - María José Salvador Rubert                 | - María José Mira Veintimilla(cessa juliol de 2015) Rafael Briet Seguí - Fernando González Delgado - Carmen Amoraga Toledo(cessa juliol de 2015) Mercedes Caballero Hueso - Manuel Mata Gómez - Rosa Maria Peris Cervera - Alfred Boix Pastor - Carmen Martínez Ramírez - José Muñoz Lladró |
| Coalició Compromís (19 diputats)                               | - Mireia Mollà Herrera - Rafael Climent González - Josep Ramon Nadal Sendra - Cristina Rodríguez Armigen - Marian Campello Moreno | - Vicent Marzà Ibañez - Mònica Álvaro Cerezo - Belén Bachero Traver - Víctor Garcia i Tomàs | - Mónica Oltra Jarque - Enric Morera i Català - Graciela Noemí Ferrer Matvieychuc - Fran Ferri Fayos - Juan Ponce Guardiola - Maria Josep Ortega Requena - Isaura Navarro Casillas - Jordi Juan Huguet - Teresa Garcia i Muñoz - Francisco Javier García Latorre |
| Ciudadanos (13 diputats)                                       | - Emigdio Tormo Moratalla - Emilio Argüeso Torres - María del Carmen Sánchez Zamora - Antonio Joaquín Woodward Poch - Rosa María García González | - Mercedes Ventura Campos - David de Miguel Martínez - Alberto García Salvador | - Carolina Clara Punset Bannel - Alexis Frederic Marí Malonda - Juan Ginés Córdoba Cortijo - Antonio Subiela Chico - María José García Jiménez |
| Podem (13 diputats)                                            | - Mari Llum Quiñonero Hernández - Antonio Estañ García - Beatriz Gascó Verdier - Josep Francesc Almeria Serrano - Covadonga Peremarch Palomares | - César Jiménez Doménech - Cristina Cabedo Laborda - Marc Pallarès Piquer | - Antonio Montiel Márquez - Sandra Minguez Corral - David Torres García - Fabiola Meco Tébar - Daniel Geffner Sclarsky |
| Font: Corts Valencianes                                        | | | |

## Investidura dels nous càrrecs

### Constitució de les Corts i elecció dels seus òrgans de govern
Quan es van constituir les noves Corts Valencianes, l'11 juny de 2015, els grups polítics van triar als seus representants en la Taula de les Corts, inclòs el President de les Corts Valencianes, així com els membres de les comissions i delegacions parlamentàries.
| Òrgans polítics de la IX Legislatura |        |                         |
| Càrrec                               | Partit | Titular                 |
| President de les Corts Valencianes   |        | Enric Morera            |
| Vicepresident primer                 |        | Carmen Martínez         |
| Vicepresident segon                  |        | Alejandro Font de Mora  |
| Secretari primer                     |        | Emilio Argüeso Torres   |
| Secretari segon                      |        | Marc Pallarès Piquer    |
| Portaveu del Grup Popular            |        | Isabel Bonig            |
| Portaveu del Grup Socialista         |        | Manuel Mata Gómez       |
| Portaveu del Grup Compromís          |        | Fran Ferri              |
| Portaveu del Grup de Ciutadans       |        | Mercedes Ventura Campos |
| Portaveu del Grup de Podem           |        | Antonio Montiel         |
| Font: Corts Valencianes              |        |                         |

### Elecció i investidura del President de la Generalitat
Les votacions per a la investidura del President de la Generalitat a les Corts Valencianes es van celebrar el 25 de juny:
| Resultat de la votació d'investidura del President de la Generalitat Valenciana Majoria absoluta: 50/99 |                                                        |      |    |    |    |    |   |         |
| Candidat                                                                                                | Data                                                   | Vot  |    |    |    |    |   | Total   |
| Ximo Puig (PSPV-PSOE)                                                                                   | 25 de juny de 2015 Majoria requerida: Absoluta (50/99) | 1    |    | 23 | 19 |    | 8 | 50 / 99 |
| Ximo Puig (PSPV-PSOE)                                                                                   | 25 de juny de 2015 Majoria requerida: Absoluta (50/99) | No   | 31 |    |    | 13 |   | 44 / 99 |
| Ximo Puig (PSPV-PSOE)                                                                                   | 25 de juny de 2015 Majoria requerida: Absoluta (50/99) | Abs. |    |    |    |    | 5 | 5 / 99  |
| Font: Corts Valencianes                                                                                 |                                                        |      |    |    |    |    |   |         |